# Mateusz
Mateusz (connu aussi sous le nom de Cholewa) (? – Cracovie, 18 octobre 1166) est évêque de Cracovie.  
Mateusz est nommé évêque en 1143 par Władysław II surnommé ensuite le Banni. Le pape Innocent II entérine cette décision. Lorsqu’en 1146 Władysław II s’exile en Saxe, à la cour de Conrad III, ses jeunes frères s’emparent du pouvoir. C'est Bolesław IV qui monte trône Cracovie. Mateusz entretient avec eux de bonnes relations.
En 1147 Mateusz avec rédige avec le palatin Piotr Włostowic une lettre à Bernard de Clairvaux, invitant celui-ci en Pologne. Vers 1140, le premier monastère cistercien de Pologne est fondé à Jędrzejów (qui portait alors le nom de Brzeźnica) - venus de l'abbaye de Morimond (Champagne-Ardenne), les premiers religieux s’y installent en 1149 - et à Łekno(1143).
Alors qu’il est évêque, une communauté de religieuse des Prémontrés s’installe à Cracovie en 1162. Un an plus tard, l’ordre canonial régulier du Saint-Sépulcre y fonde un monastère.